# Vizir

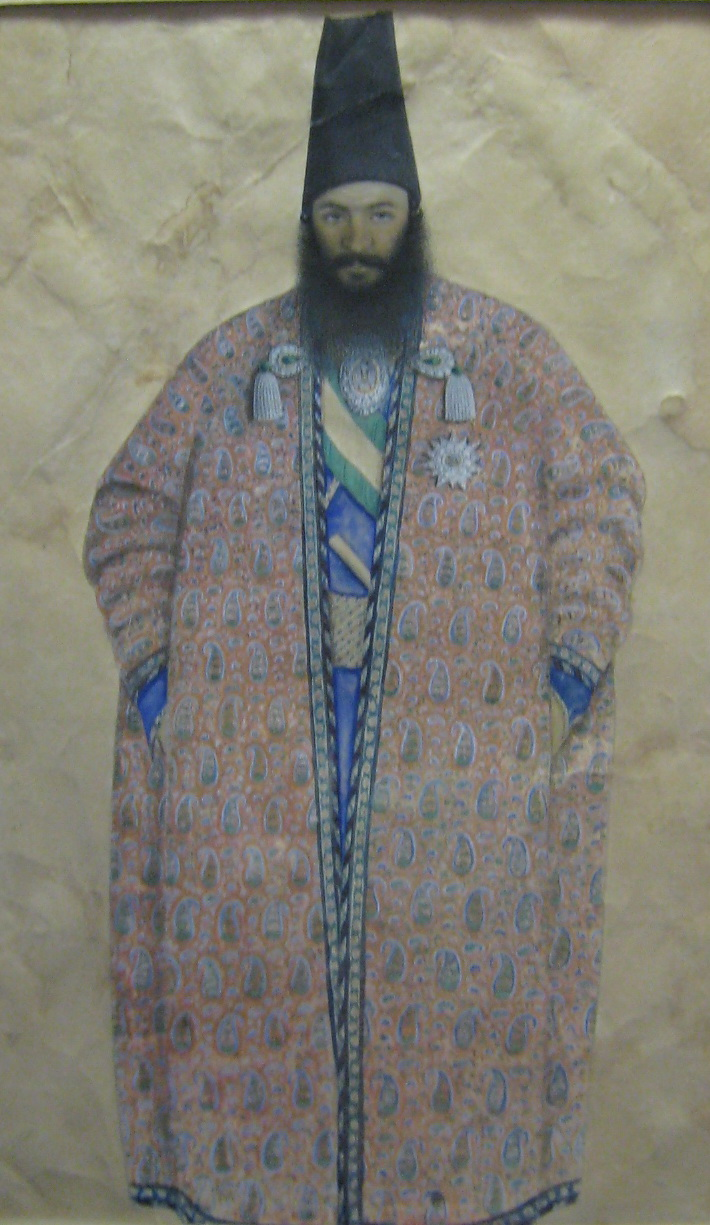
Vizir persan renumit.

Vizir (din persană وزير; în turcă Vezir, în franceză Vizir, în engleză Vizier) desemna un înalt dregător în ierarhia administrației otomane. Atribuțiile demnității de mare vizir corespundeau celora ale unui prim-minstru actual. Marele vizir era deținătorul sigiliului de stat. Avea de asemenea un cuvânt greu de spus în numirea domnilor Moldovei și Țării Românești, în secolele al XVII-lea și al XVIII-lea.